# 칠곡 도덕암 나한전내 제상
칠곡 도덕암 나한전내 제상(漆谷 道德庵 羅漢殿內 諸像)은 대한민국 경상북도 칠곡군 동명면 구덕리 산20-5번지의 도덕암 나한전에 보관되어 있는 21구의 불상이다. 2006년 6월 29일 경상북도의 문화재자료 제509호로 지정되었다.

## 개요
도덕암 나한전 내에는 석조삼존상을 중심으로 좌우측에 나한상 8구 및 시자상 1구씩이 배치되어 있다. 인조 10년(1632) 훈장선사가 나한전을 건립할 당시 나한전 제상이 조성된 듯하나 확증할 수 없으며, 다만 몽계당 선의대사가 중수(1854ㄴ면)할 당시에 있었던 것은 확인한 듯하다. 나한상은 전체적인 크기는 작지만 보존상태가 양호하고 각 상의 표정과 자세가 다양하며 일체 분실없이 모셔져 있는 점이 주목된다. 석가삼존상은 좌우협시보살상의 경우 기상을 하고 있어 특이하며 조선시대 불상연구에 좋은 자료라 할 수 있다.

## 참고 자료
- 칠곡도덕암나한전내제상 - 국가유산청 국가유산포털